# 26 août en sport
26 juillet 26 septembre
Chronologies thématiques
- Croisades
- Ferroviaires
- Disney

Le 26 août (238e jour de l'année ou 239e en cas d'année bissextile) en sport.

## Événements

### XVIIIesiècle
- 1798 :
  - (Athlétisme) : fête sportive bretonne à Saint-Jean-Trolimon avec au programme de la lutte bretonne et des courses à pied.

### XIXesiècle
- 1884 :
  - (Tennis /Grand Chelem) : début de la 4e édition du Championnat national de tennis des États-Unis, l'ancêtre de l'US Open.
- 1894 :
  - (Cyclisme) : troisième édition de la course cycliste Liège-Bastogne-Liège. le Belge Léon Houa s’impose.

### XXesièclede1901à1950
- 1914 :
  - (Football) : fondation à São Paulo (Brésil) du club de football Sociedade Esportiva Palestra Itália, qui prendra, en 1942, le nom de Sociedade Esportiva Palmeiras et deviendra l'un des clubs les plus populaires du Brésil.
- 1934 :
  - (Sport automobile) : Grand Prix automobile de Suisse.

### XXesièclede1951à2000
- 1979 :
  - (Formule 1) : Grand Prix automobile des Pays-Bas
- 1984 :
  - (Formule 1) : Grand Prix automobile des Pays-Bas.
- 1990 :
  - (Formule 1) : Grand Prix automobile de Belgique.
- 1992 :
  - (Football) : Gérard Houllier est nommé sélectionneur de l'équipe de France.
- 1999 :
  - (Football) : les Brésiliens du CR Vasco de Gama remportent la Copa Libertadores face aux Équatoriens de Barcelona Sporting Club.
- 2000 :
  - (Formule 1) : Grand Prix automobile de Belgique.

### XXIesiècle
- 2004 :
  - (Hockey sur gazon) : l'Allemagne est championne olympique de hockey sur gazon en gagnant 2-1 contre les  Pays-Bas
- 2007 :
  - (Formule 1) : Grand Prix automobile de Turquie.
- 2015 :
  - (Athlétisme /Championnats du monde) : dans l'épreuve du 400 mètres hommes, victoire du Sud-Africain Wayde van Niekerk et au lancer de javelot hommes, victoire du Kényan Julius Yego. Sur le 400 mètres haies femmes, victoire de la Tchèque Zuzana Hejnová, sur le 3 000 mètres steeple femmes, victoire de la Kényane Hyvin Jepkemoi puis sur la perche femmes, victoire de la Cubaine Yarisley Silva.
  - (Cyclisme sur route /Tour d'Espagne) : l'Australien Caleb Ewan remporte l'étape du jour du Tour d'Espagne, le Néerlandais Tom Dumoulin s'empare du maillot rouge.
  - (Judo /Championnats du monde) : dans la catégorie des -57 kg, victoire chez les femmes de la Japonaise Kaori Matsumoto puis chez les hommes en -73 kg, victoire du Japonais Shohei Ono.
- 2016 :
  - (Cyclisme sur route /Tour d'Espagne) : sur la 7e étape du Tour d'Espagne 2016, victoire du Belge Jonas Van Genechten et le Colombien Darwin Atapuma reste en tête de classement général.
- 2017 :
  - (Cyclisme sur route /Tour d'Espagne) : sur la 8e étape du Tour d'Espagne 2017 qui relie Hellín à Xorret de Catí, victoire du Français Julian Alaphilippe. Le Britannique Christopher Froome conserve le maillot rouge.
  - (Lutte /Championnats du monde) : sur la 6e journée des championnats du monde de lutte, chez les hommes en libre, en -65 kg, victoire du Géorgien Zurabi Iakobishvili, en -70 kg victoire de l'Italien Frank Chamizo, en -74 kg, victoire de l'Américain Jordan Burroughs puis en -97 kg, victoire de l'Américain Kyle Snyder.
  - (Rugby à XV /Mondial féminin) : la Nouvelle-Zélande remporte la Coupe du monde grâce à sa victoire en finale face à l'Angleterre (32-41). Il s'agit du cinquième titre mondial pour les Black Ferns. La France complète le podium grâce à sa victoire face aux États-Unis (31-23).
- 2018 :
  - (Cyclisme sur route /Tour d'Espagne) : sur la 2e étape du Tour d'Espagne qui relie Marbella à Caminito del Rey, sur un parcours de 163,9 kilomètres, victoire de l'Espagnol Alejandro Valverde au sprint. C'est le Polonais Michał Kwiatkowski qui prend le maillot rouge.
  - (Sport nautique /Course en solitaire) : départ de la 49e édition de la Solitaire du Figaro du Havre avec un format de quatre étapes conjuguant parcours côtiers et air du grand large pour une arrivée finale à Saint-Gilles-Croix-de-Vie.
- 2021 :
  - (Cyclisme sur route /Tour d'Espagne) : sur la 12e étape du Tour d'Espagne qui se déroule entre Jaén et Cordoue, sur une distance de 175 km, victoire du Danois Magnus Cort Nielsen. Le Norvégien Odd Christian Eiking conserve le maillot rouge.
- 2023 :
  - (Cyclisme sur route /Tour d'Espagne) : début de la 78e édition du Tour d'Espagne cycliste qui se tient jusqu'au 17 septembre 2023 entre Barcelone et Madrid et passe par la France et Andorre. Sur la 1re étape qui se déroule sous la forme d'un contre-la-montre par équipes dans la ville de Barcelone en Catalogne, sur une distance de 14,6 km, victoire de l'Équipe cycliste masculine dsm-firmenich. L'Italien Lorenzo Milesi s'empare du maillot rouge.
  - (Hockey sur gazon /Euro féminin) : les Pays-Bas conservent leur titre de championne d'Europe en battant la Belgique 3-1. L'Allemagne complète le podium en s'imposant face à l'Angleterre 3-0.
- 2024 :
  - (Tennis /Grand Chelem) : début de la 144e édition de l'US Open de tennis qui se terminera le 8 septembre 2024.

## Naissances

### XIXesiècle
- 1875 :
  - Daniele Angeloni, footballeur puis entraîneur italien. († 1er novembre 1957).
- 1879 :
  - Joe Jeannette, boxeur américain. († 2 juillet 1958).
- 1882 :
  - Carlo Galetti, cycliste sur route italien. Vainqueur des Tours d'Italie 1910, 1911 et 1912. († 2 avril 1949).
  - Billy Hampson, footballeur puis entraîneur anglais. († 24 février 1966).
- 1883 :
  - Sam Hardy, footballeur anglais. (21 sélections en équipe nationale). († 24 octobre 1966).
- 1889 :
  - Richard Rau, athlète de sprint allemand. Détenteur du premier Record du monde du relais 4 × 100 mètres le 8 juillet 1912 jusqu'au 22 août 1920. († 6 novembre 1945).

### XXesièclede1901à1950
- 1904 :
  - Joe Hulme, footballeur anglais. (9 sélections en équipe nationale). († 26 septembre 1991).
- 1926 :
  - Stefano Angeleri, footballeur puis entraîneur italien. († 31 janvier 2012).
- 1931 :
  - Kálmán Markovits, poloïste puis entraîneur hongrois. Champion olympique aux Jeux d'Helsinki 1952 et aux Jeux de Melbourne 1956 puis médaillé de bronze aux Jeux de Rome 1960. Champion d'Europe de water-polo masculin 1954, 1958 et 1962. (137 sélections en équipe nationale). Sélectionneur de l'équipe de Hongrie de 1965 à 1968, médaillée de bronze aux Jeux de Mexico 1968 puis de l'équipe du Mexique et de l'Espagne. († 5 décembre 2009).
- 1934 :
  - Tom Heinsohn, basketteur puis entraîneur américain. († 10 novembre 2020).
- 1937 :
  - Valeriy Popenchenko, boxeur soviétique puis russe. Champion olympique des -75 kg aux jeux de Tokyo 1964. († 15 février 1975).
- 1939 :
  - Robert Waseige, footballeur et entraîneur belge. Sélectionneur des équipes de Belgique de 1999 à 2002 et de l'Algérie en 2004. († 17 juillet 2019).
- 1944 :
  - Neroli Fairhall, archère handisport néo-zélandaise. Championne paralympique en double FITA rond aux Jeux de Arnhem 1980. († 11 juin 2006).
- 1947 :
  - Jan Krekels, cycliste sur route néerlandais. Champion olympique des 100 km contre-la-montre par équipes aux Jeux de Mexico 1968.

### XXesièclede1951à2000
- 1952 :
  - John Kinsella, nageur américain. Médaillé d'argent du 1 500 m aux Jeux de Mexico 1968 puis champion olympique du relais 4 × 200 m aux Jeux de Munich 1972.
- 1954 :
  - Tracy Krohn, pilote de courses automobile d'endurance américain.
- 1957 :
  - Dominique Dupuy, pilote de courses automobile français.
  - Rick Hansen, athlète paraplégique canadien. Champion paralympique du 800 m 4, médaillé d'argent du 1 500 m 4 et médaillé de bronze du relais 4 × 100 m 2-5 aux Jeux de Arnhem 1980 puis champion paralympique du 1 500 m 4 et du marathon 4 puis médaillé de bronze du 5 000 m 4 aux Jeux de Stoke Mandeville 1984.
- 1958 :
  - Zlatko Vujovic, footballeur yougoslave puis bosnien. (70 sélections avec l'équipe de Yougoslavie).
  - Zoran Vujovic, footballeur yougoslave puis croate. (34 sélections avec l'équipe de Yougoslavie).
- 1961 :
  - Pierre Bruneau, pilote de courses automobile français.
  - Jeff Parrett, joueur de baseball américain.
- 1963 :
  - Ludger Beerbaum, cavalier de saut d'obstacles allemand. Champion olympique par équipes aux Jeux de Séoul 1988, aux Jeux d'Atlanta et aux Jeux de Sydney 2000 puis médaillé de bronze par équipes aux Jeux de Rio 2016, champion olympique en individuel aux Jeux de Barcelone 1992. Champion du monde de saut d'obstacles par équipes 1994 et 1998. Champion d'Europe de saut d'obstacles en individuel et par équipes 1997, par équipes 1999, 2003 et 2011, en individuel 2001.
- 1964 :
  - Carsten Wolf cycliste sur piste et sur route allemand. Médaillé d'argent de la poursuite par équipes aux Jeux de Séoul 1988. Champion du monde de cyclisme sur piste de la poursuite par équipes 1989.
- 1966 :
  - Jacques Brinkman, hockeyeur sur gazon néerlandais. Médaillé de bronze aux Jeux de Séoul 1988 puis champion olympique aux Jeux d'Atlanta 1996 et aux Jeux de Sydney 2000. Champion du monde de hockey sur gazon 1990 et 1998.
- 1968 :
  - Chris Boardman cycliste sur piste et sur route britannique. Champion olympique de poursuite individuelle aux Jeux de Barcelone 1992 puis médaillé de bronze du contre la montre sur route aux Jeux d'Atlanta 1996. Champion du monde du contre la montre sur route 1994. Champion du monde de cyclisme sur piste de la poursuite 1994 et 1996.
- 1973 :
  - Laurent Huard, footballeur puis entraîneur français.
- 1974 :
  - Sébastien Bruno, joueur de rugby à XV français. Vainqueur du Grand Chelem 2002, des tournois des Six Nations 2006 et 2007 puis du Challenge européen 2005, des Coupe d'Europe de rugby 2013 et 2014. (26 sélections en équipe de France).
- 1976 :
  - Sébastien Vieilledent, rameur de deux de couple français. Champion olympique aux Jeux d'Athènes 2004. Médaillé d'argent aux Mondiaux d'aviron 2001 puis champion du monde d'aviron 2003.
- 1979 :
  - Aurélien Clerc, cycliste sur route suisse.
- 1981 :
  - Andréas Glyniadákis, basketteur grec. Vainqueur de l'Euroligue de basket-ball 2000. (38 sélections en équipe nationale).
- 1982 :
  - Priscilla Lopes-Schliep, athlète de haies canadienne. Médaillée de bronze du 100 m haies aux Jeux de Pékin 2008.
  - Jens Schreiber, nageur allemand.
- 1983 :
  - Magnus Moan, skieur de combiné nordique norvégien. Médaillé d'argent du sprint et médaillé de bronze en individuel aux Jeux de Turin 2006 puis champion olympique par équipes et médaillé d'argent au grand tremplin aux Jeux de Sotchi 2014. Champion du monde par équipes de combiné nordique 2005.
- 1984 :
  - Jérémy Clément, footballeur français.
- 1985 :
  - Oleksiy Kasyanov, athlète d'épreuves combinées ukrainien.
  - David Price, joueur de baseball américain.
  - Danilo Wyss, cycliste sur route suisse.
- 1986 :
  - Benjamin Dieudé-Fauvel, hockeyeur sur glace français.
  - Davide Rigon, pilote de courses automobile d'endurance italien.
  - Kerstin Thiele, judokate allemande. Médaillé d'argent des -70 kg aux Jeux de Londres 2012.
- 1987 :
  - Greg Halman, joueur de baseball néerlandais. († 21 novembre 2011).
  - Flavius Koczi, gymnaste roumain. Champion d'Europe de gymnastique artistique du cheval d'arçon 2006, du sol 2011 puis du saut 2012.
- 1988 :
  - Chad Haga, cycliste sur route américain.
  - Cristina Neagu, handballeuse roumaine. Vainqueur de la Ligue des champions de handball féminin 2015. (160 sélections en équipe nationale).
  - Wayne Simmonds, hockeyeur sur glace canadien.
- 1989 :
  - James Harden, basketteur américain. Champion olympique aux Jeux de Londres 2012. Champion du monde de basket-ball 2014.
- 1990 :
  - Irina-Camelia Begu, joueur de tennis roumaine.
  - Lorenzo Brown, basketteur américain.
  - Mateo Musacchio, footballeur italo-argentin. (6 sélections avec l'équipe d'Argentine).
- 1991 :
  - Laurie Berthon, cycliste sur piste française. Médaillée d'argent de l'omnium aux Mondiaux de cyclisme sur piste 2016.
  - Gauthier Boccard, hockeyeur sur gazon belge. Médaillé d'argent aux Jeux de Rio 2016 puis champion olympique aux Jeux de Tokyo 2020. Champion du monde de hockey sur gazon 2018. Champion d'Europe masculin de hockey sur gazon 2019. Vainqueur de l'Euro Hockey League 2019. (247 sélections en équipe nationale).
  - Arnaud Démare, cycliste sur route français. Vainqueur des Quatre jours de Dunkerque 2013 et 2014 puis de Milan-San Remo 2016.
  - Chris Dowe, basketteur américain.
  - Lazar Pajović, footballeur serbe.
- 1992 :
  - Christopher Keogan, joueur de snooker anglais.
  - Dejan Manaskov, handballeur macédonien. (72 sélections en équipe nationale).
  - Coryn Rivera, cycliste sur route américaine. Championne du monde de cyclisme sur route du contre la montre par équipes 2017. Victorieuse du Trofeo Alfredo Binda-Comune di Cittiglio 2017, du Tour des Flandres féminin 2017 et de la RideLondon-Classique 2017.
- 1993 :
  - Jean Kleyn, joueur de rugby à XV sud-africain et irlandais. Champion du monde de rugby à XV 2023. (5 sélections avec l'équipe d'Irlande et 4 avec l'Afrique du Sud).
- 1994 :
  - Victor Koretzky, cycliste de VVT et cross-country français. Médaillé d'argent aux jeux de Paris 2024. Champion du monde de VTT et de trial du relais par équipes mixte 2011, 2015 et 2016.
- 1996 :
  - Rakia Rezgui, handballeuse tunisienne. (38 sélections en équipe nationale).
- 1997 :
  - Mickaël Biron, footballeur français.
  - Samuel Kalu, footballeur nigérian. (17 sélections en équipe nationale).
- 1998 :
  - Malik Williams, basketteur américain.
- 1999 :
  - Damaris Egurrola, footballeuse américano-hispano-néerlandaise. Victorieuse de la Ligue des champions féminine 2022. (1 sélection avec l'équipe d'Espagne et 22 avec celle des Pays-Bas).
- 2000 :
  - Bevan Rodd, joueur de rugby à XV anglais. (7 sélections en équipe nationale).

### XXIesiècle
- 2001 :
  - Ben Tulett, cycliste sur route britannique.
- 2002 :
  - Dilane Bakwa, footballeur français.
  - Kays Ruiz-Atil, footballeur franco-hispano-marocain.
- 2003 :
  - Leo Hjelde, footballeur norvégien.
- 2004 :
  - Ryan Andrews, footballeur anglais.
- 2005 :
  - Baran Gezek, footballeur turc.

## Décès

### XXesièclede1901à1950
- 1939 :
  - Louis Heusghem, 56 ans, cycliste sur route belge. Vainqueur de Paris-Tours 1912. (° 26 décembre 1882).
- 1943 :
  - Ted Ray, 66 ans, golfeur britannique. Vainqueur de l'Open britannique 1912 et de l'US Open 1920. (° 28 mars 1877).

### XXesièclede1951à2000
- 1951 :
  - Bill Barilko, 24 ans, hockeyeur sur glace canadien. (° 25 mars 1927).
- 1972 :
  - Francis Chichester, 70 ans, navigateur britannique. Vainqueur de la Transat anglaise 1960. (° 17 septembre 1901).
- 1973 :
  - Maurice Tilliette, 88 ans, footballeur français. (2 sélections en équipe de France). (° 29 décembre 1884).
- 1975 :
  - Ferdinand Minnaert, 87 ans, gymnaste puis homme politique belge. Médaillé d'argent du concours par équipes aux Jeux d'Anvers 1920. Sénateur de 1939 à 1946. (° 27 novembre 1887).
- 1978 :
  - José Manuel Moreno, 62 ans, footballeur argentin. Vainqueur des Copa América 1941, 1945, 1946 et 1947. (° 3 août 1916).
- 1980 :
  - Lucy Morton, 82 ans, nageuse britannique. Championne olympique du 200 m brasse aux Jeux de Paris 1924. (° 23 février 1898)

### XXIesiècle
- 2006 :
  - Clyde Walcott, 79 ans, joueur de cricket puis dirigeant sportif barbadien. (44 sélections en test cricket avec l'équipe des Indes occidentales). (° 17 janvier 1926).
- 2010 :
  - Frank Baumgartl, 55 ans, athlète de haies est-allemand puis allemand. Médaillé de bronze du steeple aux Jeux de Montréal 1976. (° 29 mai 1955).
- 2017 :
  - Adam Wójcik, 47 ans, basketteur polonais. (149 sélections en équipe nationale). (° 20 avril 1970).